# Return of the Living Dead V: Rave to the Grave
Return of the Living Dead V: Rave to the Grave ist ein US-amerikanischer Horrorfilm des Regisseurs Ellory Elkayem aus dem Jahr 2005.
Die Inszenierung ist nach Dan O’Bannons Verdammt, die Zombies kommen (1985) der abschließende Teil einer fünfteiligen Zombiefilmreihe.

## Handlung
Der dubiose Wissenschaftler Charles Garrison will ein Fass des gefährlichen Kampfstoffes Trioxin-5, welches tote Lebewesen reanimieren kann, an zwielichtige Hintermänner verkaufen, die sich im weiteren Verlauf der Handlung als Agenten von Interpol offenbaren. Die Beamten gehen zum Schein auf das Angebot ein, fordern zuvor allerdings einen Beweis für die Echtheit des Mittels. Der nichts ahnende Garrison belebt wider Willen drei aufgebahrte Leichen, die zu sogenannten Zombies mutieren. Die Auferweckung gerät außer Kontrolle und die Kreaturen dezimieren die anwesenden Männer. Garrison wird selbst von einem reanimierten Versuchsobjekt angefallen und getötet. Die beiden Agenten Aldo Serra und Gino beenden schließlich das Szenario und töten alle Untoten. Anschließend machen sie sich auf die Suche nach weiteren möglichen Fässern, die sie im Umfeld des getöteten Wissenschaftlers vermuten.
Kurz vor Halloween erreicht die Nachricht vom plötzlichen Ableben des Forschers dessen Neffen Julian, einen Studenten der örtlichen Hochschule. Der junge Mann sichtet daraufhin den Nachlass des Verstorbenen. Gemeinsam mit seiner Freundin Jenny stößt er dabei auf zwei weitere Fässer. Statt sich an eine Behörde zu wenden, kontaktieren die beiden jedoch ihren Freund Cody, der für sie ein Fass im Labor des Instituts sorglos öffnet und im Beisein von Shelby, seiner Freundin, und Jennys Bruder Jeremy die Flüssigkeit systematisch untersucht. Eine vollständige Analyse ist ihm jedoch nicht möglich, Cody ergründet nur das Vorhandensein eines Wirkstoffes, der in der Wirkung der Partydroge Ecstasy ähnlich ist. Im Selbsttest probiert Jeremy die unbekannte Substanz auf eine mögliche Verwendbarkeit. Die Einnahme einer winzigen Menge löst bei Jeremy den Trip des Lebens aus. Das Trioxin hat jedoch eine verhängnisvolle Eigenschaft, die anfangs unerkannt bleibt. Es verwandelt die Konsumenten je nach Dosis allmählich bis unmittelbar in hirn- und menschenfleischgierige Zombies.
Die Jugendlichen wittert ein großes Geschäft und beginnen gegen den Willen von Julian und Jenny mit der Produktion des Rauschmittels. Es entsteht eine mintgrüne, kapselförmige Designerdroge, die durch den Dealer Skeet unter dem schlichten Namen „Z“ auf dem Campus verhökert wird. Die Kapseln finden reißenden Absatz. Nach und nach werden erste Konsumenten in Untote verwandelt. Eine Überdosis beschleunigt die schleichende Mutation. Die profitgierigen Studenten beschwören so nichtsahnend eine Katastrophe herbei.
Derweil verabreicht Jenny im Genlabor des Instituts die noch unbekannte Substanz einigen Versuchsratten. Die Tiere reagieren äußerst aggressiv auf das Mittel und beißen den anwesenden Forscher Brett, der so unweigerlich zum Zombie mutiert. Dieser fällt wiederum weitere Freunde an. Er löst so eine erste Welle an Mutationen aus. Die wenigen Infizierten können anfangs und ohne größeres Aufsehen von den inzwischen eingetroffenen Beamten liquidiert werden. Die Studenten erkennen nun die Auswirkungen ihrer Profitgier und kooperieren mit den beiden Agenten. Die Staatsbediensteten wollen sowohl die verbliebenen Fässer als auch die Kapseln aus dem Verkehr ziehen, doch ihr Eingreifen kommt etwas zu spät. Dealer Skeet verkauft hunderte der Drogen auf einer von Jeremy organisierte Raveveranstaltung mit dem titelgebenden Namen Rave to the Grave.
Am Halloweenabend kommt es schließlich zum Showdown. Die bewaffneten Agenten, Julian, Jenny und Cody erreichen gemeinsam die Veranstaltung auf einem Friedhof außerhalb der Stadt. Hier kommt es zu einer vorhersehbaren Massenmutation, die von den feiernden Tänzern nicht richtig wahrgenommen wird. Eine Panik bleibt so anfangs aus. Inmitten dieser Lage versuchen die fünf Bewaffneten alle Drogen sicherzustellen, was jedoch aufgrund der Größe der Veranstaltung unmöglich ist. Jenny versucht ihren Bruder, DJ Jeremy, zu retten. Doch sie scheitert, wie auch Cody, der vergebens versucht seine Gefährtin Shelby zu beschützen. Für die meisten Partygäste kommt jegliche Hilfe zu spät. In einem wahren Massaker mit undurchsichtigen Kampfhandlungen werden einige Zombies von den Agenten getötet, bis herbeigerufene Luftunterstützung das Gelände dem Erdboden gleichmacht. Den nächsten Morgen überleben lediglich Jenny und Julien sowie Agent Serra. Vor einem riesigen Explosionskrater rät der Beamte den beiden Überlebenden zur Flucht vor heranrückenden Spezialeinheiten der Armee.

## Kritiken
Das Lexikon des internationalen Films schrieb, der Film sei ein „Trash-Aufguss im Fahrwasser der einschlägigen ‚Living Dead‘-Serie, der außer einem gerüttelt Maß an genretypischem Sexismus und erheblichem Blutzoll nichts zu bieten“ habe.